# Bundesfachschule Kälte-Klima-Technik
Die Bundesfachschule Kälte-Klima-Technik (BFS) ist eine Berufsfachschule für die Aus-, Fort- und Weiterbildung in allen Bereichen der Kälte- und Klimatechnik.

## Träger und Aufgaben
Träger der Schule ist die Landesinnung Kälte-Klima-Technik Hessen-Thüringen/Baden-Württemberg. Die Schule führt die überbetriebliche Ausbildung für Auszubildende des Kälteanlagenbauer-Handwerks in Hessen, Baden-Württemberg und Thüringen durch. Daneben bietet sie Fortbildungsveranstaltungen zum Meister und Techniker an. Außerdem veranstaltet sie Seminare und informiert auf ihrer Webseite über aktuelle technische und rechtliche Fragen der Branche.

## Standorte
- Bildungs- und Technologiezentrum Maintal (Hessen, 3 km östlich von Frankfurt am Main)
- Bildungs- und Technologiezentrum Harztor (Thüringen, nahe Nordhausen)
- Berufsschulzentrum Leonberg

## Schulungsangebote
- Überbetriebliche Ausbildung (Maintal, Harztor, Leonberg)
- Meisterkurse (Maintal, Harztor, Leonberg)
- Studium zum Staatl. gepr. Kälte- und Klimasystemtechniker[4] (Maintal)
- Seminare (Maintal, Harztor, vor Ort)
- Module (Maintal, Harztor, vor Ort)
- Internationale Kurse zu natürlichen Kältemitteln und anderen Themen der Kältetechnik
- Regelmäßige Kurse zu Themen der Kältetechnik in Wien in Kooperation mit der TÜV Austria Akademie

## Customized Solutions
- Entwurf von Werkstätten, Laboren und Schulungsunterlagen zur Kältetechnischen Ausbildung
- Dampftafeln, Diagramme, Nomogramme und Projektierungshilfen für Kältemittel
- Webseite zur online-Dokumentation von Kälteanlagen
- Betriebshandbuch für Kälteanlagen

## Weitere Einrichtungen
- Internat mit 123 Zimmern (Maintal)
- Kantine
- Technologie-Transfer-Stellen in Maintal und Niedersachswerfen

Am Standort Maintal besteht die Europäische Studienakademie Kälte-Klima-Lüftung – ESaK (Berufsakademie), die ebenfalls von der Landesinnung Kälte-Klima-Technik Hessen-Thüringen/Baden-Württemberg getragen wird. Sie bietet eine Ausbildung zum Bachelor of Science in den Fachrichtungen Kältetechnik und Klimatechnik an.